# Lipotriches frenchi
Lipotriches frenchi là một loài Hymenoptera trong họ Halictidae. Loài này được Cockerell mô tả khoa học năm 1912.